# Ardem Patapoutian
Ardem Patapoutian (in armeno Արտեմ Փաթափութեան?, Ardem P'at'ap'ut'ean; Beirut, 2 ottobre 1967) è un biologo libanese naturalizzato statunitense, vincitore del premio Nobel per la medicina nel 2021 assieme a David Julius.
È conosciuto per i suoi studi sui meccanocettori PIEZO1, PIEZO2 e sul TRPM8 (o recettore del freddo e del mentolo).

## Biografia
Nato a Beirut nel 1967 da una famiglia di origine armena, ha studiato per un anno presso l'Università americana di Beirut ed è emigrato negli Stati Uniti fuggendo dalla guerra del 1982.
Ha conseguito una laurea in scienze presso l'Università della California a Los Angeles e un Dottorato in Biologia presso il California Institute of Technology nel 1996.
Dopo un post-dottorato presso l'Università della California, San Francisco ha lavorato per alcuni anni presso il Novartis Institute of Genomics; in seguito è entrato a far parte dello Scripps Research Institute.